# Wambercourt
Wambercourt ist eine französische Gemeinde mit 260 Einwohnern (Stand: 1. Januar 2022) im Département Pas-de-Calais in der Region Hauts-de-France. Sie gehört zum Arrondissement Montreuil und ist Mitglied im Gemeindeverband Communauté de communes des 7 Vallées. Die Einwohner werden Wambercourtois und Wambercourtoises genannt. 

## Lage
Die Gemeinde wird vom Bach Planquette durchquert.
Nachbargemeinden sind Lebiez im Nordwesten, Fressin im Nordosten, Wamin im Südosten und Cavron-Saint-Martin im Südwesten.

## Bevölkerungsentwicklung
| Wambercourt: Einwohnerzahlen von 1793 bis 2020                                                                             | Wambercourt: Einwohnerzahlen von 1793 bis 2020 | Wambercourt: Einwohnerzahlen von 1793 bis 2020 | Wambercourt: Einwohnerzahlen von 1793 bis 2020 | Wambercourt: Einwohnerzahlen von 1793 bis 2020 |
| --- | ---------------------------------------------- | ---------------------------------------------- | ---------------------------------------------- | ---------------------------------------------- |
| Jahr |                                                |                                                |                                                | Einwohner                                      |
| 1793 | 1793                                           |                                                | 369                                            | 369                                            |
| 1800 | 1800                                           |                                                | 309                                            | 309                                            |
| 1806 | 1806                                           |                                                | 314                                            | 314                                            |
| 1821 | 1821                                           |                                                | 345                                            | 345                                            |
| 1831 | 1831                                           |                                                | 339                                            | 339                                            |
| 1836 | 1836                                           |                                                | 335                                            | 335                                            |
| 1841 | 1841                                           |                                                | 326                                            | 326                                            |
| 1846 | 1846                                           |                                                | 331                                            | 331                                            |
| 1851 | 1851                                           |                                                | 318                                            | 318                                            |
| 1856 | 1856                                           |                                                | 313                                            | 313                                            |
| 1861 | 1861                                           |                                                | 302                                            | 302                                            |
| 1866 | 1866                                           |                                                | 284                                            | 284                                            |
| 1872 | 1872                                           |                                                | 326                                            | 326                                            |
| 1876 | 1876                                           |                                                | 311                                            | 311                                            |
| 1881 | 1881                                           |                                                | 292                                            | 292                                            |
| 1886 | 1886                                           |                                                | 324                                            | 324                                            |
| 1891 | 1891                                           |                                                | 325                                            | 325                                            |
| 1896 | 1896                                           |                                                | 333                                            | 333                                            |
| 1901 | 1901                                           |                                                | 289                                            | 289                                            |
| 1906 | 1906                                           |                                                | 288                                            | 288                                            |
| 1911 | 1911                                           |                                                | 277                                            | 277                                            |
| 1921 | 1921                                           |                                                | 249                                            | 249                                            |
| 1926 | 1926                                           |                                                | 207                                            | 207                                            |
| 1931 | 1931                                           |                                                | 213                                            | 213                                            |
| 1936 | 1936                                           |                                                | 208                                            | 208                                            |
| 1946 | 1946                                           |                                                | 209                                            | 209                                            |
| 1954 | 1954                                           |                                                | 230                                            | 230                                            |
| 1962 | 1962                                           |                                                | 179                                            | 179                                            |
| 1968 | 1968                                           |                                                | 173                                            | 173                                            |
| 1975 | 1975                                           |                                                | 154                                            | 154                                            |
| 1982 | 1982                                           |                                                | 172                                            | 172                                            |
| 1990 | 1990                                           |                                                | 181                                            | 181                                            |
| 1999 | 1999                                           |                                                | 198                                            | 198                                            |
| 2006 | 2006                                           |                                                | 218                                            | 218                                            |
| 2013 | 2013                                           |                                                | 256                                            | 256                                            |
| 2020 | 2020                                           |                                                | 261                                            | 261                                            |
| Quelle(n): EHESS/Cassini bis 1999, INSEE ab 2006 Anmerkung(en): Ab 1962 offizielle Zahlen ohne Einwohner mit Zweitwohnsitz |                                                |                                                |                                                |                                                |

## Sehenswürdigkeiten

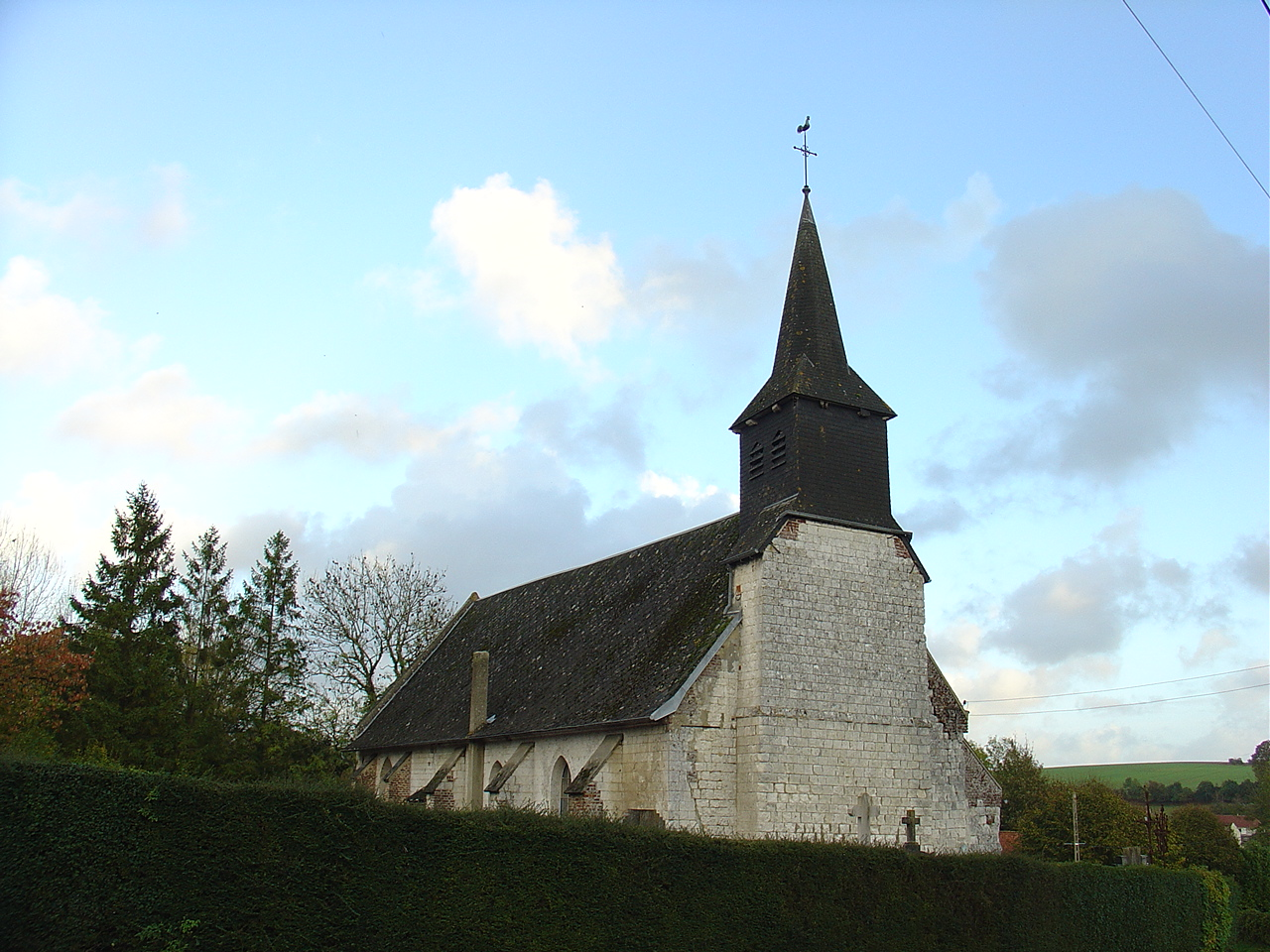
Kirche Saint-Denis
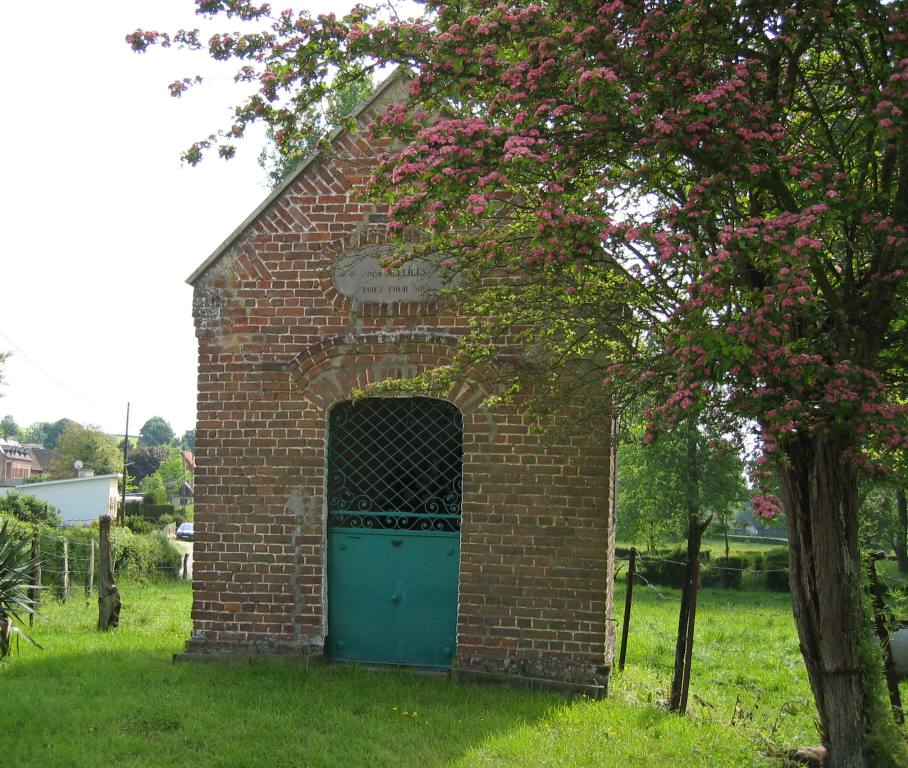
Backsteinkapelle
- Bruchsteinkapelle

- Kirche Saint-Denis
- Backsteinkapelle